# Ollé
Ollé ist eine französische Gemeinde mit 626 Einwohnern (Stand: 1. Januar 2022) im Département Eure-et-Loir in der Region Centre-Val de Loire. Die Gemeinde gehört zum Arrondissement Chartres und zum Kanton Illiers-Combray. Die Einwohner werden Olléens genannt.

## Geographie
Ollé liegt etwa 18 Kilometer westsüdwestlich von Chartres. Umgeben wird Ollé von den Nachbargemeinden Orrouer im Norden, Saint-Georges-sur-Eure im Nordosten, Chauffours im Osten, Bailleau-le-Pin im Süden und Südosten, Magny im Süden, Marchéville im Südwesten sowie Cernay im Westen.

## Bevölkerung
| Bevölkerungsentwicklung   | Bevölkerungsentwicklung | Bevölkerungsentwicklung | Bevölkerungsentwicklung | Bevölkerungsentwicklung | Bevölkerungsentwicklung | Bevölkerungsentwicklung | Bevölkerungsentwicklung | Bevölkerungsentwicklung | Bevölkerungsentwicklung | Bevölkerungsentwicklung | Bevölkerungsentwicklung | Bevölkerungsentwicklung |
| ------------------------- | ----------------------- | ----------------------- | ----------------------- | ----------------------- | ----------------------- | ----------------------- | ----------------------- | ----------------------- | ----------------------- | ----------------------- | ----------------------- | ----------------------- |
| Jahr                      | 1793                    | 1856                    | 1901                    | 1954                    | 1962                    | 1968                    | 1975                    | 1982                    | 1990                    | 1999                    | 2006                    | 2013                    |
| Einwohner                 | 527                     | 545                     | 449                     | 378                     | 337                     | 313                     | 320                     | 405                     | 479                     | 550                     | 561                     | 605                     |
| Quelle: Cassini und INSEE |                         |                         |                         |                         |                         |                         |                         |                         |                         |                         |                         |                         |

## Sehenswürdigkeiten
- Kirche Saint-Martin
- Gutshof mit zwölfeckigem Taubenturm

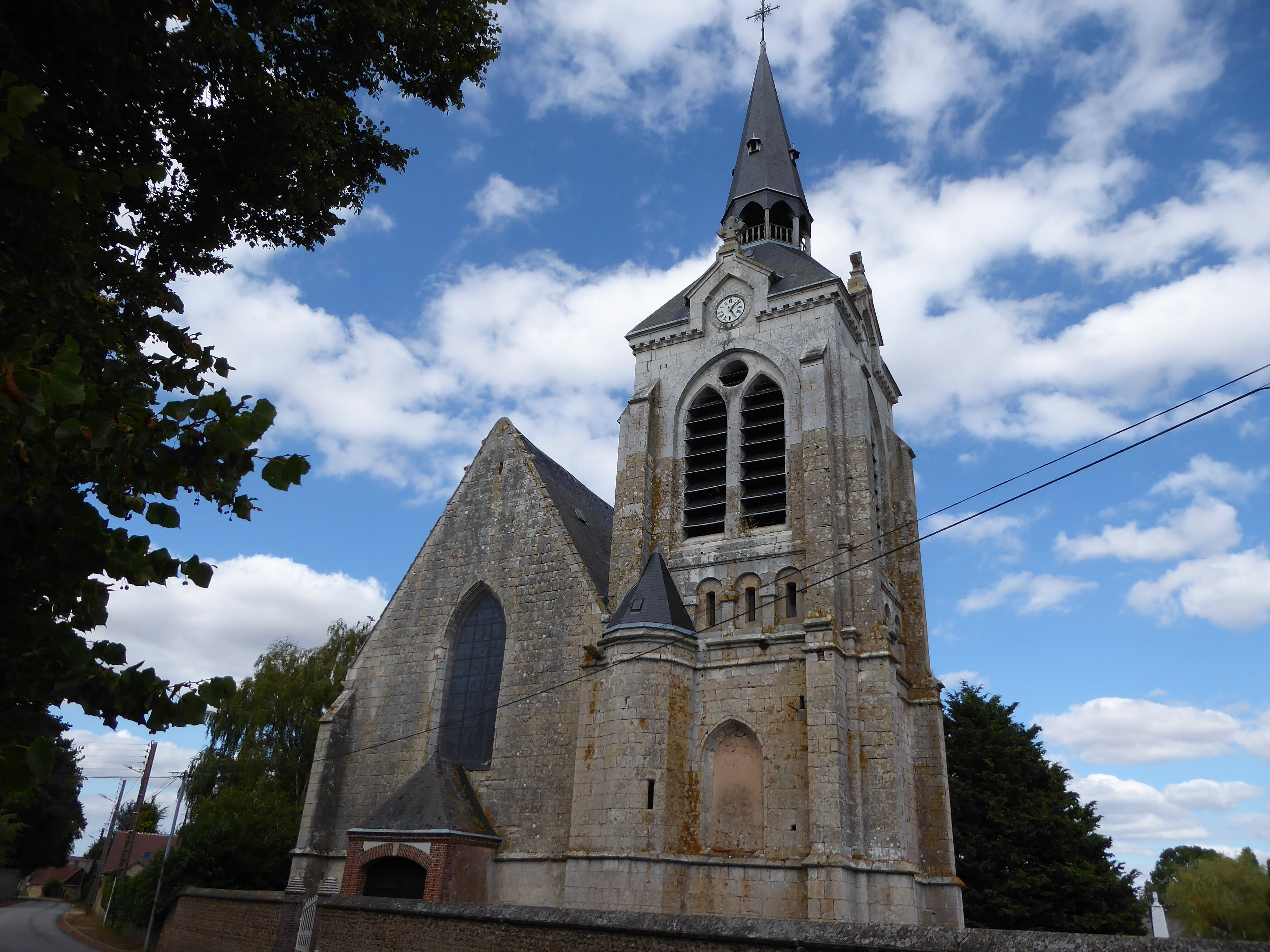
Kirche Saint-Martin